# Maša Bruskina
Maryja Barysaŭna Bruskina, nota anche con lo pseudonimo di Maša (in bielorusso Марыя Барысаўна Брускіна?, Maryja Barysaŭna Bruskina; in russo Мария Борисовна Брускина?, Marija Borisovna Bruskina; 1924 – Minsk, 26 ottobre 1941), è stata un'infermiera bielorussa ebrea, membro della resistenza a Minsk durante la seconda guerra mondiale, come volontaria si prese cura delle forze sovietiche e le aiutò a fuggire. Per questo fu giustiziata dalle forze tedesche.

## Biografia
Maša Bruskina visse a Minsk con sua madre, impiegato dell'Ufficio per il commercio di libri della casa editrice statale BSSR. Fu un'avida lettrice e studentessa, leader pioniera e membro del comitato scolastico di Komsomol. Nel dicembre 1938, il quotidiano dei pionieri bielorussi pubblicò una fotografia di Maša con la didascalia: "Maša Bruskina - la studentessa dell'ottavo anno nella scuola n° 28, Minsk. Ha solo voti buoni ed eccellenti in tutte le materie". Nel giugno 1941, Maryja Bruskina si diplomò alla scuola secondaria di Minsk n° 28.

## L'esecuzione

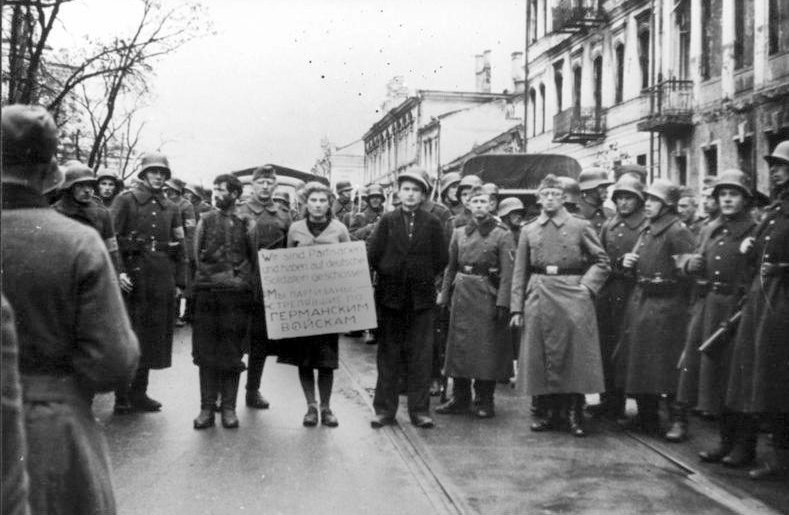
Maša Bruskina con i membri della resistenza prima dell'impiccagione. Il cartello recita "Siamo i partigiani che hanno sparato alle truppe tedesche", Minsk, 26 ottobre 1941

Si offrì volontaria come infermiera presso l'ospedale del Politecnico di Minsk, che fu istituito per ospitare i feriti dell'Armata Rossa. Oltre a prendersi cura dei soldati, li aiutò a fuggire contrabbandando nell'ospedale abiti civili e documenti d'identità falsi. Una paziente raccontò ai tedeschi le attività di Bruskina, fu quindi arrestata il 14 ottobre 1941 dai membri della 707ª divisione di fanteria dell'esercito tedesco e dal 2º battaglione Schutzmannschaft, le truppe ausiliarie lituane al comando del maggiore Antanas Impulevičius. Successivamente all'arresto, Bruskina scrisse una lettera alla madre il 20 ottobre 1941:
Le autorità locali tedesche decisero di impiccarla pubblicamente, per farne un esempio, insieme ad altri due membri della resistenza, il sedicenne Volodja Ščerbatevič e il veterano della prima guerra mondiale Kiril Trus. Prima di essere impiccata, fu portata in processione per le strade con un cartello al collo che recitava, sia in tedesco che in russo: "Siamo i partigiani che hanno sparato alle truppe tedesche". Ai membri della resistenza furono fatti indossare dei cartelli simili indipendentemente dal fatto che avessero effettivamente sparato alle truppe tedesche. Lei e i suoi due compagni furono impiccati in pubblico domenica 26 ottobre 1941 in via Nižne-Ljachovskaja (oggi via Oktjabrskaja 15). I tedeschi lasciarono i corpi appesi per tre giorni prima che venissero tolti e seppelliti.
Un testimone dell'esecuzione disse:
Ol'ga Ščerbatevič, la madre di Volodja Ščerbatevič, fu impiccata lo stesso giorno di suo figlio con altri due membri della resistenza davanti all'Accademia nazionale delle scienze della Bielorussia.

## Identificazione e ricordo

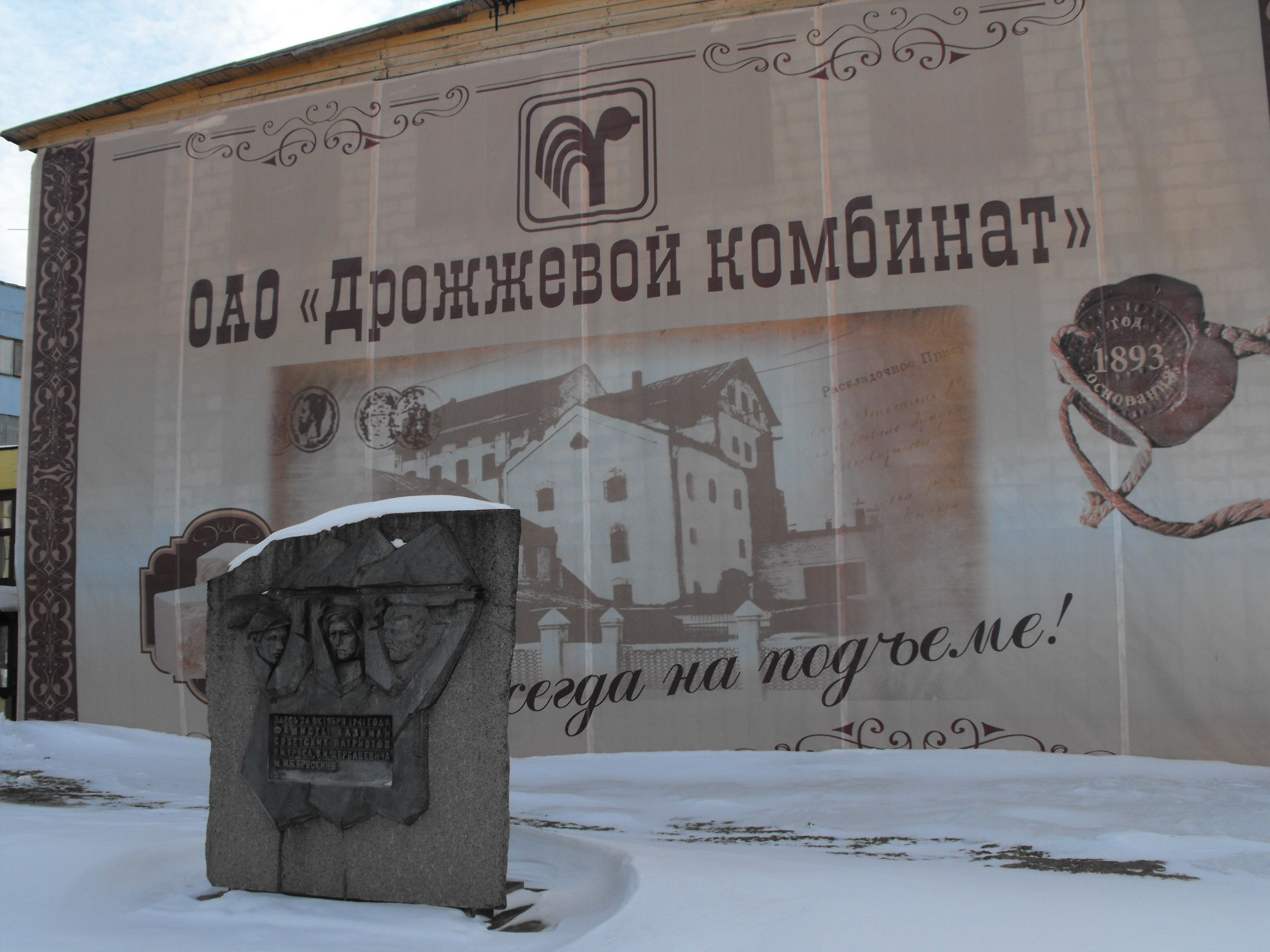
Memoriale all'ingresso della fabbrica di lievito di Minsk, nel luogo dell'esecuzione di Trus, Ščerbatevič e Bruskina

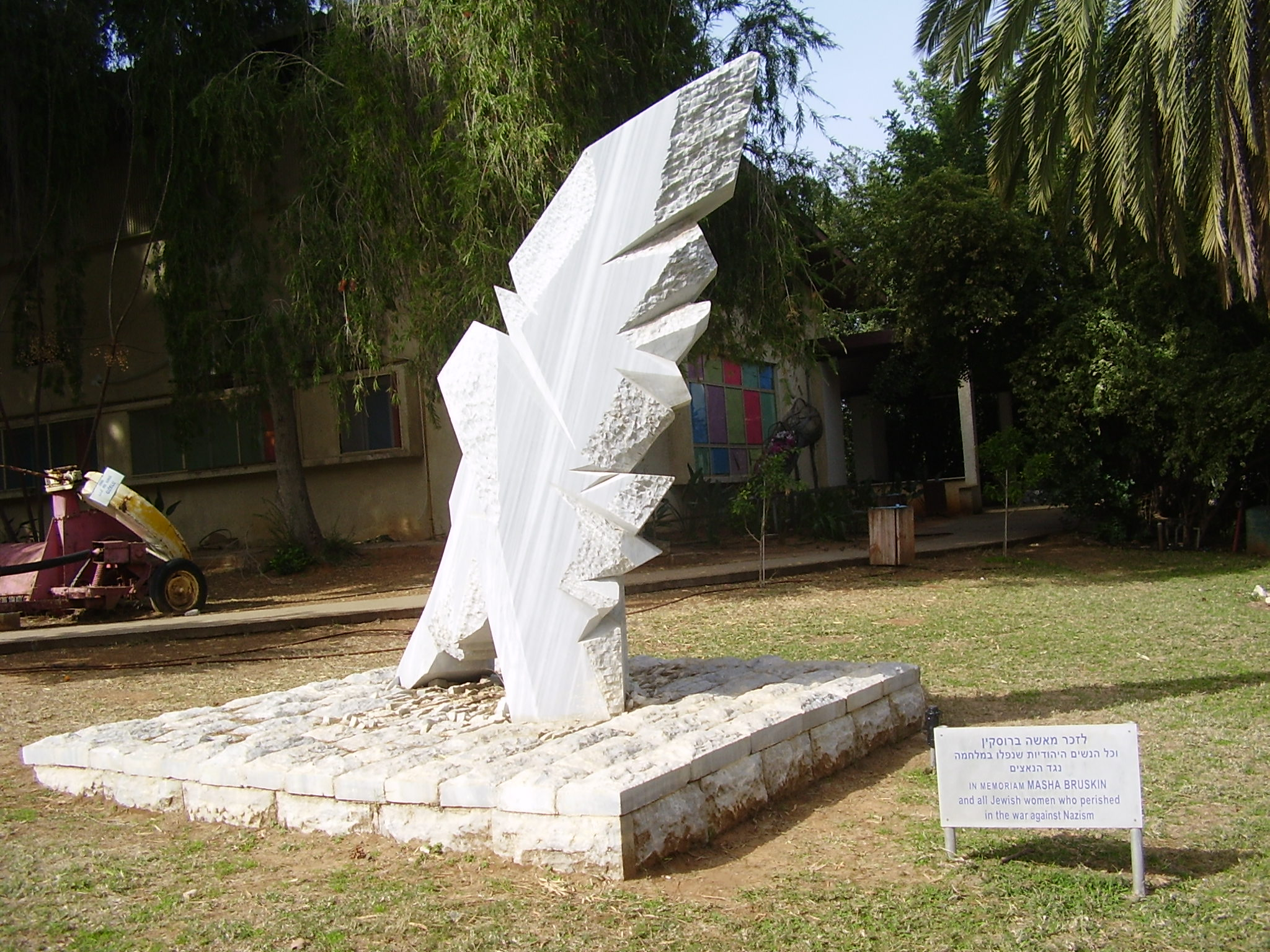
Monumento in memoria di M. Bruskina e di altre donne ebree, che combatterono contro i nazisti. Kfar Ha-Yarok, Israele

Per decenni dopo la guerra, Bruskina è stata ufficialmente chiamata solo "la ragazza sconosciuta", presumibilmente a causa dell'antisemitismo delle autorità sovietiche. Fino al 2009, il nome di Bruskina non era riconosciuto sulla targa commemorativa nel luogo dell'esecuzione. 
Dal 2009, è stata collocata una nuova targa commemorativa nel luogo dell'esecuzione. L'iscrizione russa ora recita "Qui il 26 ottobre 1941 i fascisti giustiziarono i patrioti sovietici Trus, Ščerbatevič e Bruskina". Bruskina fu riconosciuta per la prima volta negli anni '60, poiché la maggior parte della sua famiglia e dei suoi amici furono uccisi nel ghetto di Minsk. Un monumento per Bruskina è stato eretto ad HaKfar HaYarok in Israele e le fu intitolata una strada a Gerusalemme.